# Велик съюз (1689)
Великият съюз (на английски Grand alliance) е военно-политическа коалиция от европейски държави, създадена срещу агресивната политика на Луи ХІV след края на Холандската война. Има два велики съюза, които участват в Деветгодишната война (1688 – 1697) и Войната за испанското наследство (1701 – 1714). Те успяват да обуздаят силата на Луи ХІV, но не успяват да върнат Франция в границите ѝ от 1648 г. (Вестфалския мирен договор).

## Ситуацията през 80-те години на ХVІІ в.
След победата си в Холандската война Луи ХІV запазва голямата си, добре обучена и организирана армия и я използва за разширение на френското влияние в Германия и Нидерландия. В периода 1678 – 1684 г. той окупира редица територии, за които претендира, че принадлежат по право на френската корона. Тази Политика на присъединенията, известна още с името Реюнион, е посрещната с безсилен гняв от германските принцове и от император Леополд І. Те опитват, но не успяват ѝ да се противопоставят.
В началото на 80-те години френската дипломация все още владее положението. Тя подкрепя стремежа на малките германски държави (като Бавария, Бранденбург-Прусия, Пфалц) за повече самостоятелност, насърчава османците да подготвят нападение срещу Австрия, държи Англия в своята орбита. На този етап всякакви усилия за широк антифренски фронт са безплодни и образуваният през 1682 г. Съюз от Лаксенберг го показва. При това през 1683 г. започва османската обсада на Виена и после война, която ще ангажира вниманието на австрийците за известно време, а през 1685 г. в Англия се възцарява католикът Джеймс II, който действа като френски съюзник.

## Аугсбургската лига (1686)
Отношението към Луи ХІV се преобръща от отмяната на Натския едикт през 1685 г. Мерките срещу хугенотите (френските протестанти) възмущават техните събратя в другите страни. Напускащите Франция хугеноти допълнително разпалват антифренските настроения. С френското влияние в сред германските държавици е приключено. В тази обстановка Леополд І по-лесно убеждава германските сили да го подкрепят и на 9 юли 1686 г. се образува сериозна коалиция, включваща Бавария, Пфалц, Бранденбург и Швеция. Съюзният договор е подписан в град Аугсбург и е насочен открито против Франция. Таен поддръжник е папата, а с него и редица италиански държави. Лигата има паричен фонд за подкрепа на жертвите на режима във Франция. По думите на Джон Лин, „лигата може би не заплашваше засега позицията на Луи ХІV, тъй като повечето от участниците бяха заети във войната с турците, но тя показваше нарасваща и все по-стабилна съпротива срещу великия монарх.“

## Първи велик съюз (1689)
През септември 1688 г. френските войски нахлуват в Пфалц и поставят началото на Деветгодишната война. Луи ХІV е уверен заради подкрепата, която чувства от страна на Англия. През ноември обаче холандският щатхаутер Вилем ІІІ акостира в Торбей, напредва към Лондон, а Джеймс ІІ, изоставен от войските си, бяга в католическа Ирландия. Така се поставя началото на Славната революция. Вилем ІІІ става крал на Англия под името Уилям ІІІ и рязко променя външнополитическия ѝ курс. От този момент Кралят-слънце остава сам на политическата сцена и срещу него се образува много по-голям съюз. Той е с такив потенциал, че е наречен „Велик“.
В основата на Великия съюз стоят споразуменията между Австрия и Холандската република от 12 май 1689 г. и между Англия и републиката от август същата година. Окончателният договор е постигнат на 20 декември 1689 г. – забавен заради въпросителните, които Леополд и Испания имат относно английските мерки против католиците. Императорът участва като представител на Аугсбургската лига и не позволява на членовете ѝ да се включат в преговорите. Основни цели на съюза са връщане на Франция в границите от 1648 г., освобождаване на херцогство Лотарингия (окупирано през 1670) и признаване на властта на Уилям ІІІ в Англия. Островното кралство и републиката подкрепят претенциите на Леополд за испанското наследство. Трите страни обещават също да не сключват самостоятелно мир с Франция.
Незабавно към договора се присъединява Испания, а през 1690 г. – и херцогство Савоя. Съюзът издържа без сътресения до 1696 г., когато Савоя го напуска и минава на страната на Франция, а през 1697 г. е скрючен мирният договор от Рийсвик. Междувременно условията бързо се променят, въпросът за испанското наследство се изостря и Луи ХІV и Уилям ІІІ сближават позициите си.

## Втори велик съюз (1701)
С т. нар. Разделителни договори (1698 и 1699) Франция и Англия се договарят как да поделят наследството, така че то да не попадне изцяло в ръцете на австрийските Хабсбурги. Но когато последният представител на испанските Хабсбурги Карлос ІІ умира бездетен и посочва внука на Луи за свой наследник, френският крал отхвърля всички договорки и приема завещанието. Така той предизвиква страните от някогашния Велик съюз. На 7 септември 1701 г. с договора от Хага те отново се обединяват против него. Създава се Вторият велик съюз.
Австрия, Англия и Обединените провинции се договарят за следното: Испания и Франция не трябва да попадат под властта на едно и също лице; австрийците трябва да получат „задоволително и основателно удовлетворение“, а именно Нидерландия, Неапол, Сицилия и Милано, ако техният кандидат не стане испански крал; Англия и провинциите да запазят търговските си привилегии към испанските колонии, които са имали дотогава. Впоследствие всяка от страните се ангажира да осигури войски: австрийците 82 000, холандците 100 000, англичаните 40 000 войници. Те отново се ангажират да не сключват сепаративен мир.
Вторият велик съюз се разширява значително по време на Войната за испанското наследство. Към него се присъединяват Савоя, Бавария, Бранденбург и Португалия. През 1702 г. Леополд убеждава останалите да издигнат сина му ерцхерцог Карл като претендент за испанския трон. Той получава името Карлос ІІІ. Не може да се отрече, че въпреки смъртта на Уилям ІІІ съюзът функционира успешно – съдействието между английския и автрийския главнокомандващ херцог Марлборо и принц Евгений Савойски е отлично. Португалци и англичани най-вече се бият за Карлос ІІІ в Испания. Всичко това продължава до 1710 г.

## Разпускане на съюза и следващи събития
През 1710 г. на власт в Англия идват вигите и Марлборо е отстранен от командния пост. На следващата година ерцхерцог Карл става император, което стряска англичаните и холандците. Ако продължат да го подкрепят, има опасност Испания и Австрия да попаднат под властта на един и същи човек, както е било при Карл V. Ето защо англичаните започват сепаративни преговори, завършили в Утрехт през 1713 г. Това фактически убива духа на Великия съюз. През 1714 г. и Австрия се вижда принудена да се примири с края на войната.
След смъртта на Луи ХІV през 1715 г. крал става невръстният му правнук Луи ХV. Регентът Филип ІІ Орлеански е притиснат от претенциите на испанския крал за регентското място и се сближава с Англия. През 1717 г. Англия, Съединените провинции и Франция формират Тройния съюз, към който се присъединява и Австрия. Техен противник е Испания. Това е принципно нова ситуация, в която идеята за Великия съюз окончателно е изоставена.